# Operação IA Feature
Operação IA Feature (em português: Operação de Recursos da Agência de Inteligência) foi uma operação encoberta da Agência Central de Inteligência (CIA), autorizada pelo governo dos Estados Unidos, para fornecer apoio aos militantes da União Nacional para a Independência Total de Angola (UNITA) de Jonas Savimbi e da Frente Nacional de Libertação de Angola (FNLA) de Holden Roberto durante a Guerra Civil Angolana. Esteve intimamente ligada aos esforços paralelos da África do Sul (Operação Savana) e do Zaire. O presidente Gerald Ford aprovou o programa em 18 de julho de 1975, apesar da forte oposição de oficiais no Departamento de Estado e na CIA. A descoberta do programa escandalizou o Congresso o suficiente para que este impedisse o envolvimento dos Estados Unidos na Guerra Civil Angolana através da Emenda Clark.
Ford declarou a William Colby, Diretor de Inteligência Central, "vá em frente e faça", com um financiamento inicial de 6 milhões de dólares. Um financiamento adicional de 8 milhões foi concedido em 27 de julho e outros 25 milhões em agosto.

## Críticas
Dois dias antes da aprovação do programa, Nathaniel Davis, secretário de Estado adjunto, declarou a Henry Kissinger, secretário de Estado dos Estados Unidos, que acreditava que a manutenção o sigilo sobre a IA Feature seria impossível. Davis previu corretamente que a União Soviética responderia aumentando seu envolvimento em Angola, levando a mais violência e publicidade negativa para os Estados Unidos. Quando Ford aprovou o programa, Davis renunciou. John Stockwell, chefe do posto da CIA em Angola, reiterou as críticas de Davis, afirmando que o programa precisava ser expandido para ser bem sucedido, porém o programa já era grande demais para ser mantido fora do conhecimento público. O vice de Davis e ex-embaixador dos Estados Unidos no Chile, Edward Mulcahy, também opôs-se ao envolvimento direto. Mulcahy apresentou três opções para a política estadunidense em relação a Angola em 13 de maio de 1975. Mulcahy acreditava que a administração Ford poderia usar a diplomacia para fazer campanha contra a ajuda externa aos comunistas do Movimento Popular de Libertação de Angola (MPLA), recusar-se a tomar partido nas lutas faccionais, ou aumentar o apoio para a FNLA e UNITA. No entanto, advertiu que o apoio à UNITA não seria compatível com os interesses de Mobutu Sese Seko, o governante do Zaire.

## Emenda Clark
Dick Clark, um senador democrata de Iowa, que participou de uma missão de averiguação na África, propôs uma emenda à Arms Export Control Act, proibindo a ajuda a grupos privados envolvidos em operações militares ou paramilitares em Angola. O Senado aprovou o projeto de lei, numa votação de 54 a 22 em 19 de dezembro de 1975, e a Câmara dos Representantes aprovou o projeto de lei, numa votação de 323 a 99 em 27 de janeiro de 1976. Mesmo depois que a Emenda Clark tornou-se lei, o então Diretor de Inteligência Central, George H. W. Bush, recusou-se a reconhecer que toda a ajuda estadunidense a Angola havia cessado. De acordo com a analista de assuntos internacionais Jane Hunter, Israel interveio como fornecedor de armas por procuração para os Estados Unidos depois que a Emenda Clark entrou em vigor.